# Польське-Ствольно
Польське-Ствольно (пол. Polskie Stwolno) — село в Польщі, у гміні Драгач Свецького повіту Куявсько-Поморського воєводства.
У 1975-1998 роках село належало до Бидгощського воєводства.